# Viñas (Zamora)
Viñas es un municipio y localidad española de la provincia de  Zamora en la comunidad autónoma de Castilla y León.

## Geografía
Se encuentra ubicado en la comarca de Aliste, al oeste de la provincia de  Zamora, cerca de la frontera con Portugal y rodeado por las sierras de la Culebra y Tras Os Montes. El municipio está formado por el territorio correspondiente a los términos de Ribas, San Blas, Vega de Nuez y Viñas.

## Historia

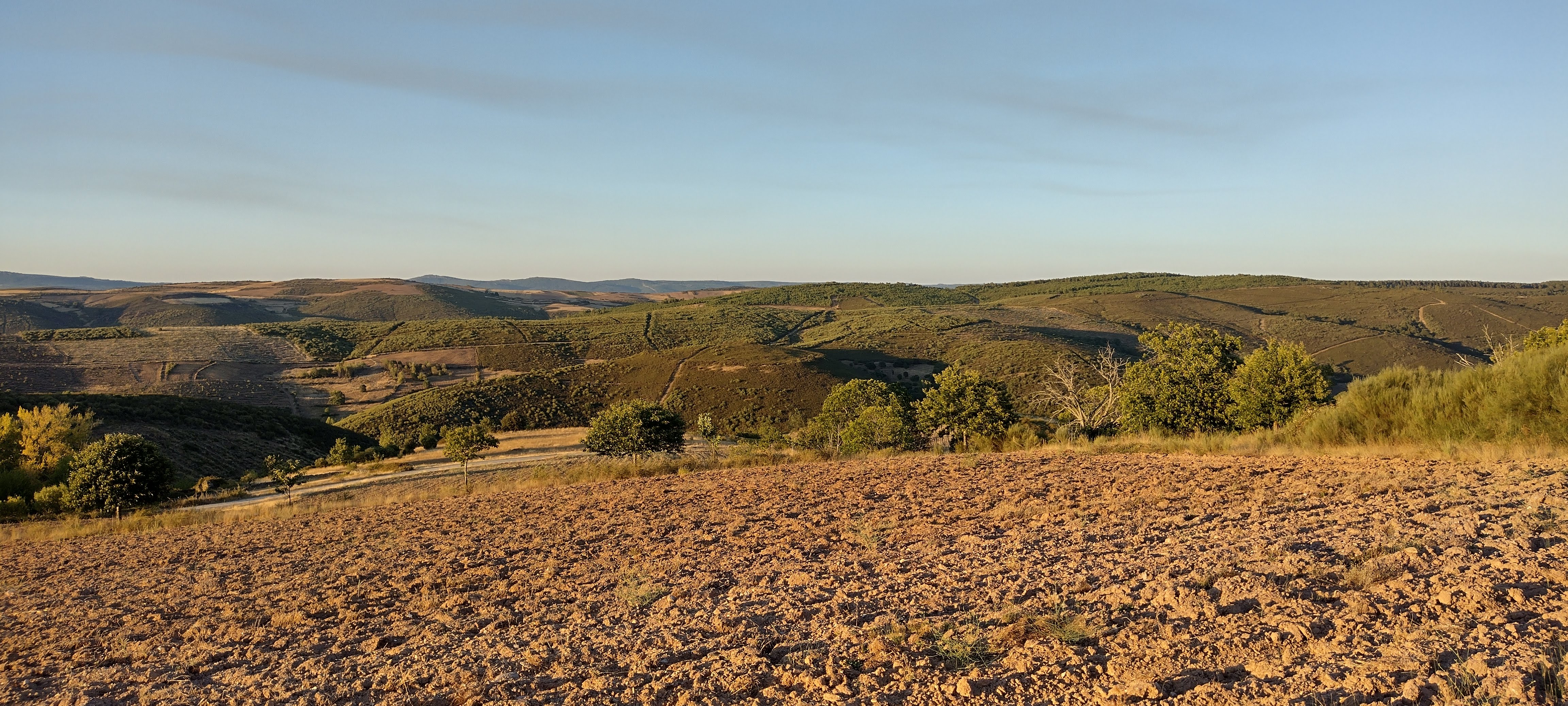
Vista del castro prerromano de la "Almena" desde el yacimiento romano del "Castrico de la Verea". Se puede apreciar el desnivel del terreno que provoca la muralla defensiva.

Los orígenes de población en el municipio se remontan a época prerromana, de la cual se conserva el castro de Llombo Latedo (conocido popularmente como La Almena) delimitado por una muralla con forma trapezoidal, que hoy en día es reconocible por el talud que provoca, más la visibilidad de lascas de piedra en algunos puntos. Los habitantes de dicho yacimiento se corresponderían a la tribu de los Zoelas la cual pertenecía al pueblo de los Astures. (En el municipio vecino de Sejas tenemos un claro ejemplo de como sería la organización del castro,  ya que en las inmediaciones de dicho municipio se encuentra el Castro de El Cerco, declarado bien de interés cultural). Aparte, la localidad también cuenta con un yacimiento romano, el Castrico de La Verea, este carece de construcciones defensivas. Debido a que tras la conquista romana el territorio carecía de amenazas, lo cual permitía una relajación a nivel defensivo de las nuevas poblaciones. En la zona se han encontrado restos de cerámica romana, como tégulas e ímbrices, molinos circulares y alguna estela funeraria.
Posteriormente, la Edad Media parece originar la fundación o refundación de Viñas en su actual emplazamiento, cuya creación se enmarcaría dentro de los procesos repobladores llevadas a cabo en la Edad Media por los reyes leoneses, que en el siglo X utilizaron para el establecimiento de poblaciones los castros preexistentes. En todo caso, en lo eclesiástico, Viñas pasó a formar parte de la vicaría de Alba y Aliste de la diócesis de Zamora.
Ya en la Edad Contemporánea, al crearse las actuales provincias en la división provincial de 1833, Viñas quedó encuadrado en la provincia de Zamora, dentro de la Región Leonesa.

## Geografía humana

### Demografía
Cuenta con una población de 160 habitantes (INE 2024).
| Gráfica de evolución demográfica de Viñas entre 1842 y 2021 |
| |
| Población de derecho según los censos de población del INE Población de hecho según los censos de población del INEEntre el censo de 1857 y el anterior, crece el término del municipio porque incorpora a 495097 (El Poyo), 495105 (Ribas), 495115 (San Blas) y 495158 (Vega de Nuez) |

### Núcleos de población

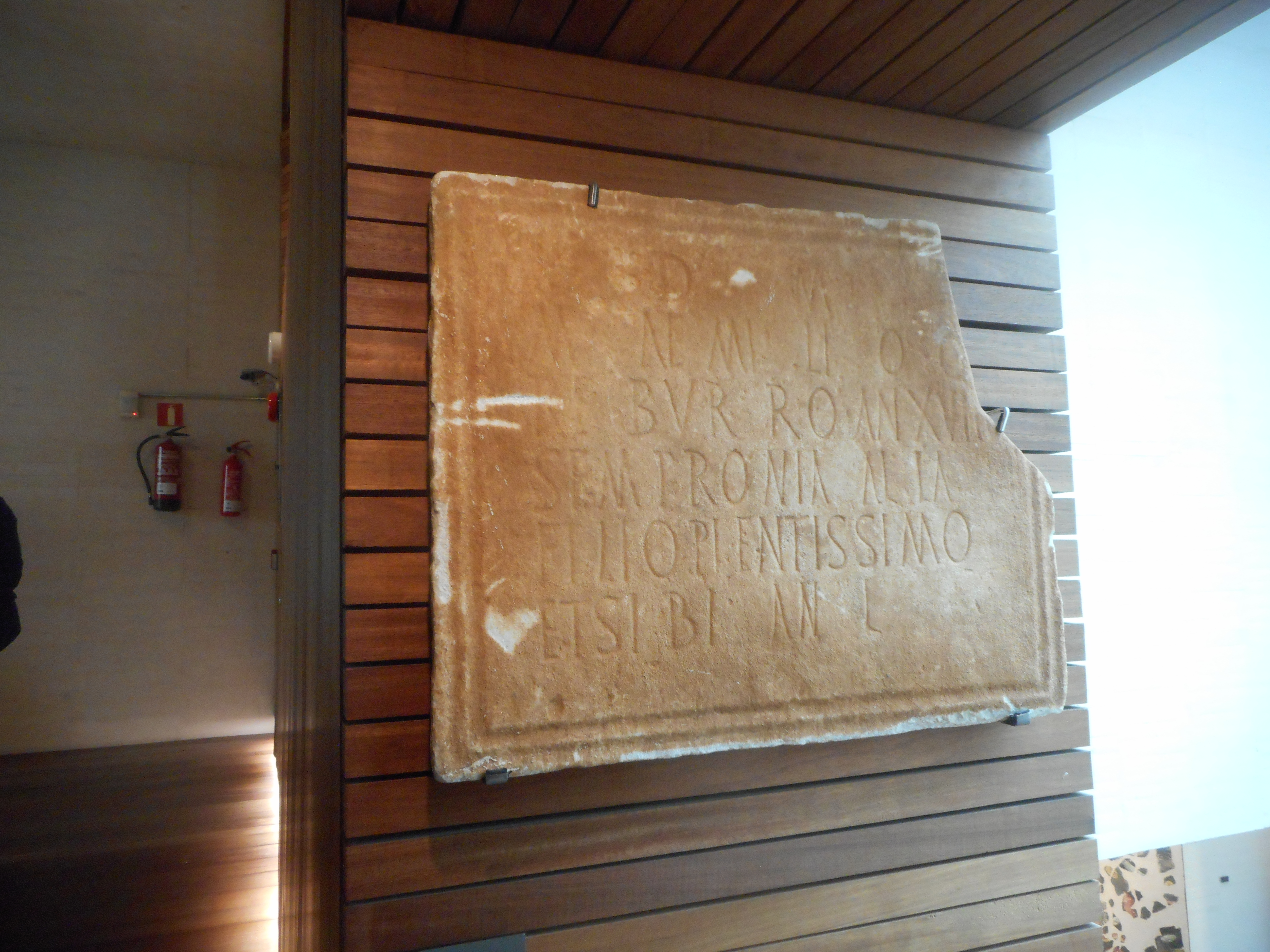
Placa funeraria romana encontrada en la localidad dedicada a Marco Emilio Reburro por su madre Sempronia Ala.

El municipio se divide en cuatro núcleos de población, que poseían la siguiente población en 2024 según el INE.

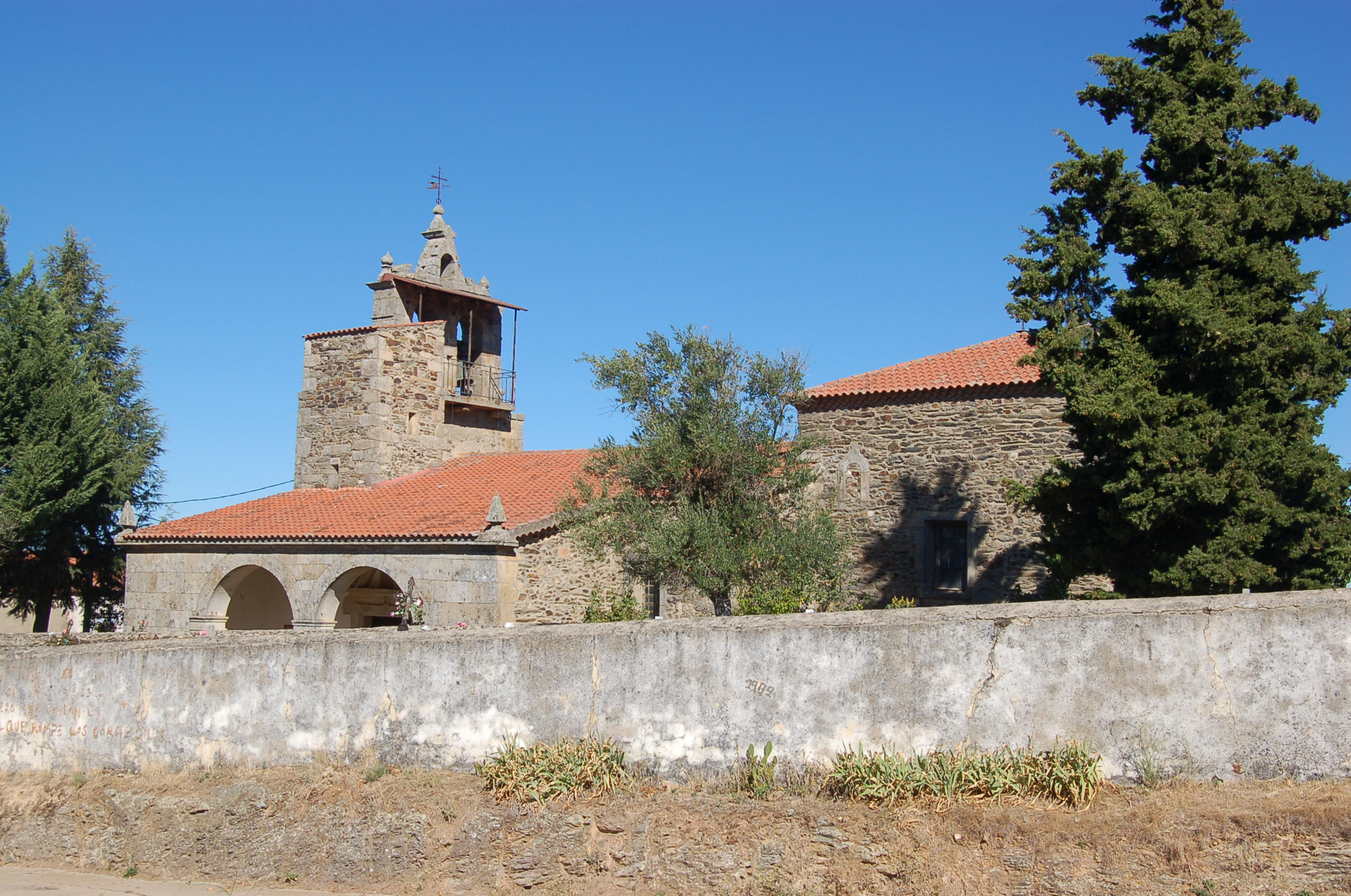
Iglesia

| Núcleo de población | Población |
| ------------------- | --------- |
| Viñas               | 78        |
| Ribas               | 40        |
| San Blas            | 32        |
| Vega de Nuez        | 12        |

## Monumentos y lugares de interés
Su casco urbano conserva muestras de su arquitectura tradicional alistana, siendo sus principales edificios la iglesia parroquial de San Esteban, situada en lo alto del pueblo, y la ermita de La Inmaculada en el centro de la población. De especial mención son también otros monumentos como la esbelta Cruz del Campo y la fuente principal del pueblo, de cantería decorada con pilastras rehundidas y pirámides. 
Cuanta además con un castro, el  «Llombo Latedo» o «Cueto de la Almena» y con un yacimiento romano, el «Castrico de La Verea», que atestiguan el antiguo poblamiento de este territorio.